# Iker Undabarrena
Iker Undabarrena Martínez (* 18. Mai 1995 in Gorliz) ist ein spanischer Fußballspieler.

## Karriere
Undabarrena begann seine Karriere bei Athletic Bilbao. Im August 2012 spielte er erstmals für das Farmteam CD Baskonia in der Tercera División. Ohne jemals zuvor für die Zweitmannschaft gespielt zu haben, debütierte er im November 2012 für die Erstmannschaft in der Gruppenphase der Europa League gegen Hapoel Ironi Kirjat Schmona, als er in der Schlussphase eingewechselt wurde. Im August 2013 spielte er schließlich auch erstmals für Athletic Bilbao B in der Segunda División B. Mit Bilbao B konnte er 2014/15 in die Segunda División aufsteigen. Sein Debüt in der Segunda División gab Undabarrena am ersten Spieltag der Saison 2015/16 gegen den FC Girona. Mit Bilbao B stieg er zu Saisonende als Tabellenletzter wieder in die Segunda División B ab. Nach insgesamt 113 Ligaspielen wechselte er Anfang Juli 2018 zum Zweitligisten CD Teneriffa. Für den Verein aus Santa Cruz de Tenerife auf Teneriffa bestritt er 46 Ligaspiele. Die Saison 2020/21 stand er beim Zweitligisten CE Sabadell in Sabadell unter Vertrag. Hier bestritt er 36 Ligaspiele. Nach einer Spielzeit wechselte er Anfang August 2021 nach Portugal. Hier schloss er sich in Tondela dem Erstligisten CD Tondela an. Mit dem Verein stand er am 22. Mai 2022 im Endspiel des portugiesischen Pokals. Hier unterlag man dem FC Porto mit 3:1. Am Ende der Saison 2021/22 musste er mit dem Verein in die zweite Liga absteigen. Hier bestritt er noch zwei Zweitligaspiele. Ende August 2022 kehrte er wieder in seine Heimat zurück. Hier unterschrieb er einen Vertrag beim Zweitligisten CD Leganés. Am Ende der Saison 2023/24 feierte er mit dem Verein aus Leganés die Zweitligameisterschaft und den Aufstieg in die erste Liga. Nach insgesamt 65 Ligaspielen zog es ihn im August 2024 nach Malaysia. Hier unterschrieb er in Johor Bahru einen Vertrag beim Erstligisten Johor Darul Ta’zim FC. Am 26. April 2025 gewann er mit Johor den Malaysia Cup. Das Endspiel gegen Sri Pahang FC gewann man mit 2:1. Am Ende der Saison 2024/25 feierte er mit Johor die malaysische Meisterschaft.

## Erfolge
CD Tondela
- Portugiesischer Pokalfinalist: 2021/22

CD Leganés
- Spanischer Zweitligameister: 2023/24  ▲

Johor Darul Ta’zim FC
- Malaysischer Meister: 2024/25
- Malaysia Cup-Sieger: 2024/25